# Nils Adolf Rosenbröijer
Nils Adolf Rosenbröijer (fram till 1825 Bröijer), född 28 november 1798 på Sarholm, Asikkala socken, Finland, död 4 mars 1890 i Tammerfors, var en finländsk postmästare och målare. Han var far till Alfred Edvard och Adolf Theodor Rosenbröijer.
Han var son till majoren Adolf Johan Bröijer och Eva Christina Wiander och från 1830 gift med Sofia Wilhelmina Leopold. Rosenbröijer blev auskultant i Åbo hovrätt 1823 och extra ordinarie kammarskrivare vid finska postdirektionen samt hade 1842–1862 tjänsten som postmästare i Tammerfors. Om han konstnärliga utbildning saknas uppgifter men han medverkade i Konstakademiens utställning 1829 med oljemålningen Landskap måladt efter naturen. Man vet att han 1833 vistades i Stockholm och där målade landskapsskildringar.   